# Voile aux Jeux olympiques d'été de 2012 – RS:X femmes
Pour un article plus général, voir Voile aux Jeux olympiques d'été de 2012.
Navigation
Pékin 2008 Rio de Janeiro 2016
L'épreuve de RS:X femmes des Jeux olympiques d'été de 2012 a lieu du 31 juillet au 7 août à Weymouth et Portland.

## Médaillés
| Or            | Argent       | Bronze         |
| Marina Alabau | Tuuli Petäjä | Zofia Klepacka |

## Qualification
Pour cette épreuve, les athlètes se sont qualifiés soit grâce aux championnats du monde 2011 qui attribuait 75 % des places ou soit à ceux de 2012 qui attribuait 25 % de places. Aussi, la Grande-Bretagne en tant que pays hôte est qualifiée pour toutes les épreuves.

## Format de la compétition
Cette épreuve comprend une série de régates. Des points sont attribués à chaque régate : un point pour le vainqueur, deux points pour le bateau en deuxième position et ainsi de suite. Après les 10 premières régates, les points attribués à chaque concurrent dans la course où il a réalisé sa plus mauvaise performance sont retirés et les points restants sont additionnés. Les 10 athlètes avec les meilleurs scores disputent la course pour la médaille dont les points comptent double : deux points pour la première place, quatre points pour la deuxième place et ainsi de suite. Le total des points obtenus à l’issue de la course de médaille détermine le classement, ainsi l'athlète ayant le score le plus bas est déclaré vainqueur.

## Calendrier
Toutes les heures sont en British Summer Time (UTC+1).
| Date                   | Temps   | Tour                 |
| ---------------------- | ------- | -------------------- |
| Mardi 31 juillet 2012  | 13 h 00 | Course 1 et 2        |
| Mercredi 1er août 2012 | 13 h 00 | Course 3 et 4        |
| Jeudi 2 août 2012      | 13 h 00 | Course 5 et 6        |
| Samedi 4 août 2012     | 13 h 00 | Course 7 et 8        |
| Dimanche 5 août 2012   | 13 h 00 | Course 9 et 10       |
| Mardi 7 août 2012      | 14 h 00 | Course à la médaille |

## Résultats
| Rang                                | Athlète                       | Pays            | Course | Course | Course | Course | Course | Course | Course | Course | Course | Course | Course | Points | Points |
| Rang                                | Athlète                       | Pays            | 1      | 2      | 3      | 4      | 5      | 6      | 7      | 8      | 9      | 10     | CM     | Total  | Nets   |
| ----------------------------------- | ----------------------------- | --------------- | ------ | ------ | ------ | ------ | ------ | ------ | ------ | ------ | ------ | ------ | ------ | ------ | ------ |
| Médaille d'or, Jeux olympiques      | Marina Alabau                 | Espagne         | 2      | 1      | 1      | 1      | 5      | 2      | 3      | 8      | 6      | 3      | 2      | 34     | 26     |
| Médaille d'argent, Jeux olympiques  | Tuuli Petäjä                  | Finlande        | 8      | 7      | 3      | 4      | 4      | 4      | 8      | 2      | 5      | 1      | 8      | 54     | 46     |
| Médaille de bronze, Jeux olympiques | Zofia Klepacka                | Pologne         | 5      | 2      | 12     | 3      | 1      | 1      | 9      | 21     | 4      | 4      | 6      | 68     | 47     |
| 4                                   | Olha Maslivets                | Ukraine         | 3      | 4      | 14     | 10     | 3      | 3      | 1      | 3      | 7      | 10     | 4      | 62     | 48     |
| 5                                   | Moana Delle                   | Allemagne       | 4      | 5      | 2      | 5      | 9      | 5      | 4      | 9      | 3      | 2      | 12     | 60     | 51     |
| 6                                   | Lee Korzits                   | Israël          | 1      | 3      | 7      | 2      | 2      | 11     | 2      | 1      | 9      | 11     | 18     | 67     | 56     |
| 7                                   | Bryony Shaw                   | Grande-Bretagne | 7      | 6      | 4      | 9      | 6      | 8      | 7      | 5      | 1      | 5      | 10     | 68     | 59     |
| 8                                   | Charline Picon                | France          | 9      | 11     | 5      | 7      | 10     | 6      | 12     | 10     | 11     | 6      | 14     | 101    | 89     |
| 9                                   | Alessandra Sensini            | Italie          | 12     | 9      | 11     | 8      | 11     | 9      | 6      | 6      | 10     | 9      | 16     | 107    | 95     |
| 10                                  | Nikola Girke                  | Canada          | 6      | 14     | 10     | 6      | 8      | 10     | 13     | 4      | 19     | 18     | 20     | 128    | 109    |
| 11                                  | Jessica Crisp                 | Australie       | 11     | 10     | 17     | 17     | 7      | 12     | 5      | 8      | 13     | 13     | *      | 113    | 96     |
| 12                                  | Hei Man Hayley Chan           | Hong Kong       | 10     | 8      | 9      | 13     | 12     | 15     | 11     | 11     | 8      | 14     | *      | 111    | 96     |
| 13                                  | Patrícia Freitas              | Brésil          | 13     | 13     | 16     | 12     | 13     | 17     | 16     | 19     | 2      | 8      | *      | 129    | 110    |
| 14                                  | Li Ling                       | Chine           | 16     | 15     | 8      | 14     | 18     | 7      | 10     | 13     | 14     | 23     | *      | 138    | 115    |
| 15                                  | Ingrid Puusta                 | Estonie         | 15     | 20     | 6      | 15     | 14     | 21     | 15     | 12     | 20     | 17     | *      | 155    | 134    |
| 16                                  | Angeliki Skarlatou            | Grèce           | 14     | 12     | 21     | 11     | 19     | 16     | 19     | 27 OCS | 15     | 7      | *      | 161    | 134    |
| 17                                  | Sigrid Rondelez               | Belgique        | 18     | 21     | 19     | 27 OCS | 15     | 13     | 14     | 14     | 17     | 19     | *      | 177    | 150    |
| 18                                  | Diána Detre                   | Hongrie         | 17     | 16     | 13     | 19     | 16     | 14     | 17     | 18     | 21     | 20     | *      | 171    | 150    |
| 19                                  | Jannicke Stålstrøm            | Norvège         | 21     | 17     | 24     | 21     | 17     | 18     | 21     | 15     | 12     | 15     | *      | 181    | 157    |
| 20                                  | Farrah Hall                   | États-Unis      | 22     | 18     | 18     | 18     | 20     | 22     | 23     | 27 OCS | 16     | 16     | *      | 200    | 173    |
| 21                                  | Yuki Sunaga                   | Japon           | 19     | 23     | 22     | 22     | 22     | 24     | 22     | 20     | 18     | 12     | *      | 204    | 180    |
| 22                                  | Irina Konstantinova-Bontemps  | Bulgarie        | 23     | 22     | 15     | 20     | 23     | 20     | 20     | 16     | 24     | 21     | *      | 204    | 180    |
| 23                                  | Jazmín López Becker           | Argentine       | 20     | 19     | 20     | 24     | 21     | 19     | 25     | 17     | 25     | 25     | *      | 215    | 190    |
| 24                                  | Napalai Tansai                | Thaïlande       | 24     | 24     | 23     | 23     | 25     | 25     | 18     | 27 DSQ | 22     | 22     | *      | 233    | 206    |
| 25                                  | Tatiana Bazyuk                | Russie          | 27 RAF | 25     | 27 DNF | 16     | 24     | 23     | 24     | 22     | 23     | 24     | *      | 235    | 208    |
| 26                                  | Carolina S Borges-Mendelblatt | Portugal 1      | 27 DNC | 27 DNC | 27 DNC | 27 DNC | 27 DNC | 27 DNC | 27 DNC | 27 DNC | 27 DNC | 27 DNC | *      | 270    | 243    |

- (*) Seuls les 10 premiers participent à la course à la médaille.

1 Borges-Mendelblatt a abandonné avant l'épreuve affirmant qu'elle n'avait pas le soutien de la délégation portugaise et qu'elle était enceinte de trois mois.